# アフリカ・カリブ海・太平洋諸国

ACP諸国

アフリカ・カリブ海・太平洋諸国（アフリカ・カリブかい・たいへいようしょこく）とは、ロメ協定に調印した諸国。英語表記の頭文字をとって、ACP諸国 (Africa, Caribbean, and Pacific) ともいう。
1975年にトーゴのロメにおいて第1次ロメ協定が調印された。これはヨーロッパが原料の安定的な供給源の確保や、海外市場における特恵的地位を維持したいとの考えから策定されたものである。またヨーロッパ諸国がACP諸国を植民地として支配していたことに対する責任という意味合いも込められている。
ロメ協定はもともとEU加盟15か国とACP46か国との間での協力プログラムである。その内容は、ACP諸国によるEU市場への参入や農産物・鉱業資源の価格安定のための資金供与といった特恵制度を定めたものである。
ロメ協定は2000年6月にベナンで調印されたコトヌー協定に引き継がれている。ロメ協定との大きな違いの1つに、市民や民間部門、貿易連合、地方政府といった新たな主体が協力体制に参加することが可能となった点がある。これらの新たな主体は各国の開発戦略において諮問を受けたり、計画策定に加わったりするほか、拠出される資金の受け取りや計画の実施に関与することができる。
ACP諸国には多くの小島嶼開発途上国が含まれる。1995年にモーリシャスで第4次ロメ協定が結ばれ、これにより島嶼国について以下の特別な配慮がなされた。
（仮訳）内陸開発途上国および小島嶼開発途上国に分類されるACP諸国に対して、その地理的条件のために起こる開発の障害に対処するための個別的な行動が企図・促進されるような協力がなされるべきである。

## 対象国
ACP諸国に分類される国には以下のものがある。

### アフリカ
| - アンゴラ - ベナン - ボツワナ - ブルキナファソ - ブルンジ - カメルーン - カーボベルデ - 中央アフリカ - チャド - コモロ - コンゴ共和国 - コンゴ民主共和国 - コートジボワール - ジブチ - 赤道ギニア - エリトリア | - エチオピア - ガボン - ガンビア - ガーナ - ギニア - ギニアビサウ - ケニア - レソト - リベリア - マダガスカル - マラウイ - マリ - モーリタニア - モーリシャス - モザンビーク - ナミビア | - ニジェール - ナイジェリア - ルワンダ - サントメ・プリンシペ - セネガル - セーシェル - シエラレオネ - ソマリア - 南アフリカ共和国 - スーダン - エスワティニ - タンザニア - トーゴ - ウガンダ - ザンビア - ジンバブエ |

### カリブ海諸国
| - アンティグア・バーブーダ - バハマ - バルバドス - ベリーズ - キューバ - ドミニカ国 - ドミニカ共和国 - グレナダ | - ガイアナ - ハイチ - ジャマイカ - セントクリストファー・ネイビス - セントルシア - セントビンセント・グレナディーン - スリナム - トリニダード・トバゴ |

### 太平洋地域
| - クック諸島 - 東ティモール - フィジー - キリバス - マーシャル諸島 - ミクロネシア連邦 - ナウル - ニウエ | - パラオ - パプアニューギニア - サモア - ソロモン諸島 - トンガ - ツバル - バヌアツ |

## 分類
コトヌー協定第VI付属文書においてACP諸国を以下のように分類している。

### 後発開発途上国
後発開発途上国と規定されている国には以下の38か国がある。
- アンゴラ - ベナン - ブルキナファソ - ブルンジ  - 中央アフリカ - チャド - コモロ - コンゴ民主共和国 - ジブチ - 赤道ギニア - エリトリア - エチオピア - ガンビア - ギニア - ギニアビサウ - ハイチ - キリバス - レソト - リベリア - マダガスカル - マラウィ - マリ - モーリタニア - モザンビーク - ニジェール - ルワンダ - サモア - サントメ・プリンシペ - シエラレオネ - ソロモン諸島 - ソマリア - スーダン - タンザニア - ツバル - トーゴ - ウガンダ - バヌアツ - ザンビア

### 内陸開発途上国
内陸開発途上国と規定されている国には以下の15か国がある。
- ボツワナ - ブルキナファソ - ブルンジ - 中央アフリカ - チャド - エチオピア - レソト - マラウィ - マリ - ニジェール - ルワンダ - スワジランド - ウガンダ - ザンビア - ジンバブエ

### 小島嶼開発途上国
小島嶼開発途上国と規定されている国には以下の29か国がある。
- アンティグア・バーブーダ - バハマ - バルバドス - カーボベルデ - コモロ - クック諸島 - ドミニカ - ドミニカ共和国 - フィジー - グレナダ - ハイチ - ジャマイカ - キリバス - マダガスカル - モーリシャス - ナウル - ニウエ - パプアニューギニア - セントクリストファー・ネイビス - セントルシア - セントビンセント・グレナディーン - サモア - サントメ・プリンシペ - セイシェル - ソロモン諸島 - トンガ - トリニダード・トバゴ - ツバル - バヌアツ